# Agnes Osztolykan

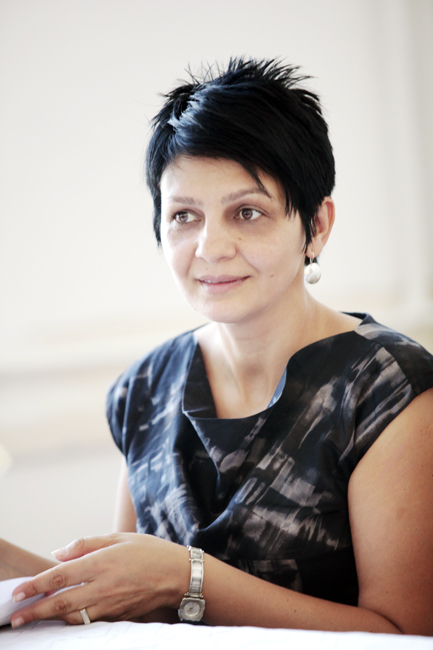
Agnes Osztolykan

Agnes Osztolykan sinh năm 1975 tại Csengersima, Hungary, là nhà hoạt động người Di-gan và là nghị sĩ trong Quốc hội Hungary.
Osztolykan đậu bằng cử nhân khoa học chính trị từ trường Đại học Miskolc năm 1998. Sau đó cô làm việc cho Quỹ Soros, và là người lãnh đạo của Chương trình Decade of Roma Inclusion, ở Bộ Lao động và Xã hội Hungary trong 6 năm.
Cô là đảng viên của đảng Lehet Mas a Politika (Politics Can Be Different), được bầu vào Quốc hội năm 2000, và là nữ nghị sĩ người Di-gan duy nhất. Cô là Phó trưởng Ban giáo dục trong quốc hội.
Osztolykan là người đấu tranh cho các quyền của người Di-gan và các sắc tộc thiểu số, quyền giáo dục của các trẻ em Di-gan và việc hội nhập xã hội của người Di-gan ở Hungary. Cô là một người ủng hộ mạnh mẽ việc đào tạo nghề đem lại cho học sinh đủ kỹ năng đáp ứng được sự đòi hỏi của thị trường việc làm. Ngoài các nhiệm vụ trong quốc hội, cô cũng làm giáo viên tình nguyện tại một trường học chủ yếu dạy nghề cho người Di-gan tại quận thứ 8 nghèo của thành phố Budapest.

## Giải thưởng
Năm 2011 Osztolykan đã được Bộ Ngoại giao Hoa Kỳ trao tặng Giải quốc tế cho Phụ nữ dũng cảm.